# Люда Камчия
Люда Камчия (болг. Луда Камчия) — річка на сході Болгарії, найбільша притока Камчиї. Має довжину 201 км та площу басейну 1 612 км².
Бере початок у східній частині Старої Планини, на схід від перевалу Вратник. Спочатку тече гірською місцевістю, згодом спускається до Нижньодунайської рівнини та впадає у Камчию. 
Похил річки на її повній довжині становить 5,3‰.